# Thuróczy
Thuróczy je bila hrvatska plemićka obitelj podrijetlom iz Slovačke. 
U Hrvatsku su doselili iz Turčanske županije u Slovačkoj. 
Poznati predstavnici u Hrvatskoj bili su:
- Bernardin Thuroczy, hrvatski podban
- Ivan Thuroczy, hrvatski podban, sin Bernardina Thuroczyja
- Benedikt Thuroczy, istaknuti borac u sisačkoj bitci 1593., hrvatski ban 1615. – 1616.

Poznati predstavnici u Slovačkoj:
- Ivan iz Turca, autor kronike (Chronica Hungarorum)